# Będę silna
Będę silna – pierwsza płyta Patrycji Markowskiej, którą promowały cztery single: Musisz być pierwszy, Opętanie, Drogi kolego oraz Eliksir życia.

## Lista utworów
1. „Cień moich łez” – 4:43
2. „Drogi kolego” – 3:27
3. „Będę silna” – 3:38
4. „Eliksir życia” – 3:37
5. „Opętanie” – 4:08
6. „Pacierz” – 4:38
7. „List do T.” – 3:39
8. „Cios” – 2:58
9. „Malowane dni” – 4:22
10. „Budzę cały świat” – 2:09
11. „Czegoś tu brak” – 4:28
12. „Dojdę tam” – 3:56
13. „Musisz być pierwszy” – 4:13